# Urowo
Urowo (dawniej: niem. Auer) – wieś w Polsce, położona na Pojezierzu Dzierzgońsko-Morąskim, w województwie warmińsko-mazurskim, w powiecie iławskim, w gminie Zalewo.
W latach 1975–1998 miejscowość położona była w województwie olsztyńskim. W roku 1973 Urowo należało do powiatu morąskiego, gmina Zalewo, poczta Boreczno.
Miejscowość leży między jeziorami: Gil Wielki od południa, Kocioł od wschodu i Jeziorakiem od zachodu.

## Historia
Okolice wsi były zasiedlone już w młodszej epoce brązu. Z tego okresu pozostały ślady kilku kurhanów. Blisko obecnej wsi Urowo odkryto także dwa grodziska Prusów z okresu wczesnego średniowiecza.
Wieś czynszowa (ulicówka) lokowana w 1346 przez komtura dzierzgońskiego Konrada von Bruningsheim, na 60 włókach, w miejscu dawnej osady Prusów. Jako że w momencie lokacji istniała już rozwinięta osada, było to najprawdopodobniej przyczyną braku „wolnizny” (zwolnienia z podatków na czas zagospodarowania kolonistów). Zasadźcą był Wernher – otrzymał 6 włók. Cztery włoki przeznaczono na utrzymanie planowanego kościoła. pod wezwaniem apostołów Piotra i Pawła. Sołtys otrzymał prawo założenia karczmy i dwóch sklepów z chlebem i mięsem. Osadnicy zobowiązani byli do płacenia daniny w naturze oraz dziesięcina na rzecz tutejszego plebana. Osadnicy uzyskali także prawo połowu ryb na własne potrzeby ze strumienia łączącego jezioro Kocioł i Gil.
W 1382 r. w czasie ponownego mierzenia gruntów stwierdzono nadwyżkę 7 włok i 9 morgów. Z tego 3 włoki zostały włączone do folwarku w Karnitach, 3 pozostały mieszkańcom, jedna włoka i 9 morgów pozostawiona na późniejsze wyrównanie.
Dokumenty 1407 r. wymieniają dwóch sołtysów we wsi. Po wojnie trzynastoletniej Urowo utraciło status wsi czynszowej. Jeszcze przed rokiem 1552 wieś znalazła się w posiadaniu rycerza zaciężnego – Michała von Drahe. Później odkupił Urowo Ahaswer Brandt (starosta w Tapiewie). Około roku 1590 wieś przejściowo należała do Hildebranda von Kreytzena, po czym Urowo ponownie powróciło w posiadanie Brandtów. W 1782 r. we wsi było 31 gospodarstw domowych (tak zwanych „dymów). W tym czasie było własnością kapitana von Holtzendorfa z Miłomłyna, wraz z osadami: Urowska Rybakówka (czyli Gil), Chmielówko, Murawki. W roku 1817 wieś należała do von Rosenberg-Gruszczyńskiego. We wsi było wtedy 30 „dymów” z 206 mieszkańcami. W przysiołkach Gil (Urowska Rybakówka), Chmielówko, Murawki było 10 domów i 48 mieszkańców łącznie. Na początku XIX w. wieś znalazła się w posiadaniu M. Neumanna.
Jednoklasowa szkoła powstała w XVIII w., uczęszczały do niej także dzieci z odległego Chmielówka i Murawek. Obecnie szkoła w Urowie nie funkcjonuje, a dzieci korzystają ze szkoły w Borecznie. Jako jednoklasowa istniała do 1945 r.
Kościół zbudowano pod koniec XIV w. Później – najprawdopodobniej w wyniku zniszczenia w czasie wojen szwedzkich – został rozebrany. Od 1648 r. mieszkańcy wsi należeli do parafii w Borecznie. W średniowieczu we wsi znajdował się kościół pod wezwaniem św. Piotra i Pawła.
Około roku 1900 Urowo obejmowało 1237 ha, z czego 501 ha stanowiły tereny lasu.
W 1939 r. w Urowie było 88 gospodarstw domowych z 371 mieszkańcami. Z rolnictwa i leśnictwa utrzymywało się 283 osoby, z pracy w przemyśle i rzemiośle – 38 osób, z handlu lub komunikacji – 13. Gospodarstw o powierzchni od 0,5 do 5 ha było 13, o areale 5-10 ha było 14 gospodarstw, aż 31 gospodarstw miało powierzchnię w granicach 1-20 ha, 9 powierzchnię 20-100 ha i jedno o powierzchni powyżej 100 ha.

## Zabytki i atrakcje turystyczne
- kurhany z młodszej epoce brązu w pobliżu wsi
- ślady po dwóch grodziskach pruskich z okresu wczesnego średniowiecza w pobliżu wsi, jedno znajduje się kilometr w kierunku południowym, drugie 1,5 km w kierunku wschodnim, na południowym brzegu jeziora Kocioł (dawniej zwane Anslyden).

Urowski Las (niem. Auer Wald) – las, znajdujący się na południowy zachód od Urowa.